# Queen's Club Championships 2007
Queen's Club Championships 2007 var en tennisturnering som spelades utomhus på gräs mellan 11 och 17 juni 2007. Det var den 36:e upplagan av Queen's Club Championships, och den klassades som International Series. Spelplatsen var Queen's Club i London, Storbritannien. 

## Seniorer

### Singel
Andy Roddick besegrade  Nicolas Mahut, 4–6, 7–6(7), 7-6(2)

### Dubbel
Mark Knowles /  Daniel Nestor besegrade  Bob Bryan /  Mike Bryan, 7–6(4), 7–5

## Juniorer

### Junior Championship
Uladzimir Ignatik besegrade  Gastão Elias, 7-5, 6-0